# Syndrome de Loeys-Dietz
Le  syndrome de Loeys-Dietz, décrit en 2005 par Loeys, est l'association d'un anévrisme de l'aorte ascendante, de division labiale ou palatine et de la présence de certaines caractéristiques faciales comme un hypertélorisme. Le phénotype de ces patients peut ressembler au syndrome de Marfan mais est très variable.
Les autres anomalies décrites sont une craniosynostose, des anomalies du système nerveux central, une cardiopathie congénitale et un retard mental.
Le risque de dissection aortique est particulièrement important dans cette pathologie.
La distinction entre syndrome de Marfan et syndrome de Loeys-Dietz est peu importante dans la prise en charge de ces patients.

## Cause
La cause est une mutation sur le gène TGFBR1 ou le gène TGFBR2 codant le récepteur 1 et 2 du transforming growth factor β. Selon le gène muté, le phénotype diffère légèrement ainsi que le pronostic. Une mutation sur les gènes TGFB2 et SMAD3 peut conduire à un syndrome apparenté.

## Prise en charge
La prise en charge de l'atteinte aortique de ce syndrome a fait l'objet de la publication de recommandations. Celles, américaines, datent de 2022.